# Pajurá
O pajurá (Couepia bracteosa) é uma árvore pertencente à família Chrysobalanaceae. Seu nome vem do tupi paiurá. É uma árvore "muito alta, de flor azulada, com fruto de casca e polpa muito amarelas, e cuja amêndoa dentro do caroço é comestível".

## Nomes
Alguns nomes comuns: Aruadan, Coro, Marirana, Oiti, Olosapo, Pajura de mata, Pajura-de-racha, e Pajura-verdadeiro.